# Hjemlige eventyr
Hjemlige Eventyr er titlen på en   LP-plade med den danske sanger Trille, fra 1988

## Sange
1. Caddilac Og Laksko  4:51
2. Til Glæden  2:41
3. Vores Prinser Og Prinsesser  5:08
4. Når Natten Er Nærved Og Næsten  4:43
5. Stellas Tårebrød  4:13
6. Hans Og Molly  4:06
7. Hjælpeånden 5:25
8. Mig Og Mit Spøgelse 4:18
9. Maries Lille Ørkensang 4:21
10. Glæder Mig Til Lige Nu  2:47

Pladen er udsendt på CD i bokssættet "Hele Balladen" 2010